# Manor Motorsport
La Manor Motorsport è una scuderia automobilistica britannica fondata nel 1990 da John Booth.

## Storia
Principalmente ha gareggiato nella Formula Renault, dove per la Manor hanno guidato i futuri campioni del mondo Kimi Räikkönen, Lewis Hamilton e altri piloti approdati successivamente sempre alla Formula 1, come Antônio Pizzonia. La Manor partecipa al campionato Formula 3 Euroseries dalla sua nascita nel 2003. Al termine del 2008 ha un palmarès di nove vittorie in questa categoria. Nel 2007, la Manor ha cambiato proprietà, in seguito all'acquisto del manager di Formula Renault britannica Tony Shaw, mantenendo nome e impegno nel campionato Formula 3 Euroseries. Nel campionato Formula Renault la scuderia prese il nome di Manor Competition con una struttura a parte.

## Risultati

### GP3 Series
| Stagione | Piloti              | Gare | Vittorie | Pole | Giri Veloci | Punti | D.C. | T.C. |
| -------- | ------------------- | ---- | -------- | ---- | ----------- | ----- | ---- | ---- |
| 2010     | James Jakes         | 12   | 0        | 0    | 0           | 21    | 8º   | 4º   |
| 2010     | Adrien Tambay       | 4    | 1        | 0    | 0           | 6     | 20º  | 4º   |
| 2010     | Rio Haryanto        | 16   | 1        | 0    | 0           | 27    | 5º   | 4º   |
| 2010     | Adrian Quaife-Hobbs | 16   | 0        | 0    | 0           | 10    | 15º  | 4º   |
| 2011     | Rio Haryanto        | 16   | 2        | 0    | 1           | 31    | 7º   | 3º   |
| 2011     | Matias Laine        | 16   | 0        | 0    | 0           | 0     | 31º  | 3º   |
| 2011     | Adrian Quaife-Hobbs | 16   | 1        | 2    | 2           | 36    | 5º   | 3º   |
| 2012     | Dmitrij Suranovič   | 15   | 0        | 0    | 0           | 0     | 23º  | 5º   |
| 2012     | Fabiano Machado     | 14   | 0        | 0    | 0           | 0     | 21º  | 5º   |
| 2012     | Tio Ellinas         | 16   | 1        | 0    | 3           | 99    | 8º   | 5º   |
| 2013     | Tio Ellinas         | 2    | 1        | 1    | 1           | 39    | 1°   | 2º   |
| 2013     | Ryan Cullen         | 2    | 0        | 0    | 0           | 0     | 26°  | 2º   |
| 2013     | Dino Zamparelli     | 2    | 0        | 0    | 0           | 0     | 19°  | 2º   |